# Godávári
A Godávári (egyéb átírásokkal: Gódávari, Godávéri; maráthi: गोदावरी, telugu: గోదావరి angol: Godavari) India egyik legnagyobb folyója, egyike a hinduizmus hét szent folyójának. A Gangesz után az ország második leghosszabb folyója. A Nyugati-Ghátokban ered, Mumbaitól ÉK-re, és délkelet felé haladva, 1465 km megtétele után a Bengáli-öbölbe ömlik. Deltavidékét öntözőcsatornák hálózzák be.
Főbb városok, amelyeket érint: Nászik, Nanded, Ramagundam, Rádzsamundri

## Mellékfolyók
- Bal oldal: Banganga, Kadva, Shivana, Purna, Kadam, Pranahita, Indravati, Taliperu, Sabari
- Jobb oldal: Nasardi, Darna, Pravara, Sindphana, Manjira, Manair, Kinnerasani

## Fordítás
- Ez a szócikk részben vagy egészben  a   Godavari River című angol Wikipédia-szócikk fordításán alapul.  Az eredeti cikk szerkesztőit annak laptörténete sorolja fel. Ez a jelzés csupán a megfogalmazás eredetét és a szerzői jogokat jelzi, nem szolgál a cikkben szereplő információk forrásmegjelöléseként.